# Мафик
Мафик (Денис Мафик; настоящее имя Денис Васильевич Малыгин, род. 23 июня 1971, Заречный, Свердловская область) — российский автор и исполнитель песен в жанре русский шансон.

## Биография
Родился 23 июня 1971 года в г. Заречный Свердловской области в семье музыканта.
Сочинять начал со школьных лет. В 1986—1990 годах обучался в Зареченском техникуме атомной энергетики. В это же время были сделаны первые записи, которые практически не сохранились на сегодняшний день.
С 1990 по 1992 год проходил военную службу. Вернувшись из армии, занялся музыкой серьёзно. Было записано несколько магнитоальбомов. Всего за несколько лет были записаны четыре альбома, все — в домашних студиях. Помимо шансона, в эти годы Денис работал в жанрах поп-музыки, детской и бардовской песни.
В 1996 году создал группу «Все дела», у которой вышел единственный одноимённый альбом, в него вошли авторские и народные песни. В 2000 году вместе с Максимом Андрюковым («Мак») создал танцевальную поп-группу «Се Ля Ви», у которой вышло всего два альбома «Оленька-Оля» (2001) и «C'est La Vie» (2003). Автором всех песен является сам Мафик. Песни «Оленька-Оля» (Се-Ля-Ви) и «Ангел» вошли в пиратские кассетные сборники того времени.
С 2000 по 2003 год выпустил три неофициальных альбома «Где моя тачка, чувак?», «Мерседес» и «Слово пацана».
В начале 2000-х годов, записав в 500 экземплярах сборник из своих лучших песен, Денис разослал его в различные студии, одной из которых была студия «Русский шансон». Там новым исполнителем заинтересовались, и в 2005 году вышел первый профессиональный альбом Мафика «Чики-мони».
С 2011 года проживает в Москве, активно гастролирует. В 2012 году компанией «Квадро-Диск» был выпущен 6-й номерной альбом Мафика «Босота», а также сборник из серии «Grand Collection». Музыкальным продюсером «Босоты» и всех последующих альбомов стал талантливый аранжировщик Дмитрий Шевелёв. Со временем Денис преобразовал творческий псевдоним, добавив к прозвищу «Мафик» личное имя. По собственным словам, он сделал это, «потому, что вырос из броских полосатых штанов и кепок… А ещё СМИ-шников пугает прозвище без имени, а я хочу донести свою каплю добра до большего количества людей».

## Дискография

### Студийные альбомы
| 2005 — Чики-мони |
| --- |
| 1. Не крутой 2. Четки 3. Привет 4. Туся 5. Мерседес 6. Кулачки 7. Кутерьма 8. Джульетта и вор 9. Осень 10. Чики-мони 11. Кот 12. Зарик 13. Бэйби 14. Бродяга |

| 2006 — Птицы |
| --- |
| 1. Шансонье 2. Вора 3. Птицы 4. Ямочки 5. Братуха 6. Скучаю 7. Кент 8. Разработка 9. Лестница 10. Гастроли 11. Дождь со снегом 12. Облака |

| 2007 — Шито-крыто |
| --- |
| 1. Шито-крыто 2. Блатуй 3. Вина доказана 4. Штаны в полосочку 5. Кот-2 6. Обыкновенное чудо 7. Местный 8. Сашок 9. Собственно 10. Воротничок 11. Цыган 12. Мама |

| 2008 — Хочуха |
| --- |
| 1. Хочуха 2. Спалят меня 3. Шмонай 4. Пятихатка 5. Близкие души 6. Ни фига себе 7. Кроме девочки одной 8. Имена 9. Сердце пополам 10. Нормуль 11. Часы 12. Журавли |

| 2009 — Ангел |
| --- |
| 1. Ангел 2. Жулик 3. Слово пацана 4. Тигренок 5. Твой 6. Малика 7. Несознанка 8. В законе 9. Первоходы 10. Примета добра 11. Красота 12. Кризис 13. Производственный рэп 14. Моя Москва |

| 2012 — Босота |
| --- |
| 1. Давай, Дениска! 2. Кипиш 3. Босота 4. Зима 5. Красивая 6. Кича 7. Ночь 8. Захватывает дух 9. Доброта 10. Не комильфо (дуэт с Виктором Калиной) 11. Молодой 12. Миллион разлук |

| 2013 — Пацанский стиль |
| --- |
| 1. Пацанский стиль 2. На квадрате 3. Поговори со мной 4. Много курю 5. Дрянь 6. До утра 7. Девочки 8. Волк и волчица 9. Когда Москва ложится спать 10. Папа 11. Хватит быть далеко 12. Дайте джазу |

| 2014 — А. У. Е. |
| --- |
| 1. А. У. Е. (дуэт с гр. «Пятилетка») 2. Бродяги станут королями 3. В городе без смотрящего 4. Если ты меня ждешь 5. Пацан 6. Плохие 7. Пой, гитара 8. Таня 9. Традиции старых воров (автор — В. Бочаров) 10. Уральская блатная 11. Серого не трогайте 12. Участковый Бенедикт (автор — А. Копылов) |

| 2015 — Привет ворам |
| --- |
| 1. Привет ворам 2. Магадан (дуэт с А. Касимовым, гр. «Анонс») 3. Любишь хулигана 4. Художник 5. Курганская 6. Мальчик Май 7. Перрон 8. Зарики 9. Королевское платье 10. Якутия 11. Никогда 12. Бла-бла-бла |

| 2016 — Десятый |
| --- |
| 1. За все хорошее 2. Зелёная (ft. Ирина Коган) 3. Навали! 4. Видимо Бог 5. Александра 6. Блатной король (автор — К. Жиляков) 7. Хулиган и принцесса (ft. Рина Своя) 8. Выкраду (народная) 9. Обними свободу, Стас! 10. Ворон (сл. Л. Сафронов) 11. Форсаж (дуэт с А. Касимовым, гр. «Анонс») 12. Употребляете |

| 2017 — Золотая рыбка |
| --- |
| 1. Золотая рыбка (муз. Mr. Credo, сл. Mr. Credo и Мафик) 2. Зарекалась память (ft. Tasha Odi) 3. Дождь 4. Алё-алё (ft. Диана Теркулова) 5. Запятая 6. Монета (ft. Сергей Сухачев) 7. Сэлфи (ft. Tasha Odi) 8. Соловей (сл. Леонид Сафронов) 9. Эта песня 10. По отдельности (ft. Вика Улялюм) 11. Многоточие 12. А что далее |

| 2017 — Мерседес |
| --- |
| 1. Приветы 2. Мерседес 3. Небо в клеточку 4. Бродяга 5. Красивая 6. Жулик 7. Кутерьма 8. Письмо 9. Чингачгук 10. Друзьям 11. Волчара 12. Жена 13. На волне 14. Ну, не могу я без девчонок 15. Салабон 16. Тяга |

| 2020 — Подозрительные лица |
| --- |
| 1. Подозрительные лица 2. Джульетта и вор (новая версия) 3. Блатовать 4. Мадам (ft. Диана Ланская) 5. Сидят бродяги у костра 6. Сердце пополам (новая версия) 7. Слезы капали 8. Воровала яблоки шпана 9. Мамочка 10. Бродяга (новая версия) 11. За кашу манную 12. Не мороси 13. Пацаны с окраин (ft. Влад Павлецов) |

| 2021 — Стерео |
| --- |
| 1. Стерео 2. Табор уходит в небо 3. Воровка 4. Любимая 5. Бей 6. Научите шпану 7. До тебя не крал 8. Без мечты 9. Заманила 10. Не любила розы |

### Мини-альбомы
| 2021 — Фантом                                                                           |
| --------------------------------------------------------------------------------------- |
| 1. Фантом 2. Наведу суету 3. Блатной поэт 4. Пляшем 5. Не выбирай меня (feat. Lady Bro) |

| 2021 — Без палева                                                 |
| ----------------------------------------------------------------- |
| 1. Чичи 2. Живу в тюрьме 3. Без палева 4. ЗК 5. Говорила мама мне |

| 2022 — Подкрадули |
| --- |
| 1. Красивые девчонки (feat. «Воровайки») 2. Валера 3. Подкрадули (feat. Lady Bro) 4. Второгодник 5. Волки (feat. Stafford63) |

| 2023 — Пацык простой                                                |
| ------------------------------------------------------------------- |
| 1. Пацык простой 2. Смирнуха 3. С перегаром 4. Веснушки 5. Королева |

### Другие альбомы
| 2018 — Мафик и Маракеш — Любовь вне закона |
| --- |
| 1. Любовь вне закона 2. Чужая 3. Рано или поздно(feat. HESHTEG, Ханаро) 4. По часовой 5. Блатной 6. Вредина 7. Давай не будем 8. Фарту, масти (feat. Ханаро) 9. Споки-ноки 10. Бродяга 11. Миллион краж |

| 2020 — Мафик и Маракеш — Любовь вне закона-2 |
| --- |
| 1. Звонок 2. Сам по себе 3. Поцарапанный айфон(feat. Andery Toronto) 4. Распиздяй 5. Шляйся 6. Движ 7. Арестованы (feat. HESHTEG) 8. По небу плыл 9. Девочка блатует 10. Красиво сказано 11. Я на свободе |

| 2022 — Мафик и AntonDevik — Спортивная сумка                            |
| ----------------------------------------------------------------------- |
| 1. Не открывай 2. Спортивная сумка 3. Дура 4. Я больше не сяду 5. Лайки |

| 2022 — Мафик и Lady Bro — Соучастница                                   |
| ----------------------------------------------------------------------- |
| 1. Леди Бро 2. Easy 3. Игрушки 4. Соучастница 5. Обыск 6. Не телефонный |

| 2022 — Мафик и Lady Bro — Золото                                                                                               |
| --- |
| 1. Золото 2. Предатели 3. Крейзи 4. Потерялись медвежата 5. Рандомная 6. Папино сердце 7. Ой, всё 8. Face App (feat. Lady Bro) |

### Официальные сборники
- 2008 — «20 лучших песен»
- 2008 — сборник четырёх альбомов «Звезда по имени…»
- 2009 — Альбом «Блатные»
- 2009 — Альбом «Лирика»
- 2010 — Подарочное издание «Блатные и Лирика»
- 2012 — Сборник шести альбомов «Grand Collection»[18]

### DVD
- 2005 — VideoDVD «ЧИКИ-МОНИ»
- 2007 — Клип-сериал «Птицы»
- 2008 — VideoDVD «2 в 1»

### Клипы
- 2012 — «Босота»
- 2012 — «Кипиш»
- 2012 — «До утра»
- 2012 — «Зима»
- 2013 — «Шмонай»
- 2014 — «Осень»
- 2016 — «Зеленая»
- 2020 — «Красивая»
- 2020 — «Видимо Бог»
- 2021 — «Табор уходит в небо»
- 2021 — «Не любила розы»
- 2021 — «Воровка»
- 2021 — «Чичи»
- 2021 — «Easy» (feat. Lady Bro)
- 2022 — «Валера»
- 2023 — «Ауф Man» (совместно с Витей АК-47 и Lady Bro)